# Marthod
Marthod ist eine Gemeinde mit 1342 Einwohnern (Stand 1. Januar 2022) im französischen Département Savoie in der Region Auvergne-Rhône-Alpes. Sie gehört zum Kanton Ugine im Arrondissement Albertville.

## Geographie
Marthod liegt in den Westalpen im unteren Tal des Flusses Arly, etwa 41 Kilometer ostnordöstlich der zugehörigen Präfektur Chambéry und 57 Kilometer südsüdöstlich der Stadt Genf und (beides Luftlinie). Die Nachbargemeinden sind (von Norden beginnend im Uhrzeigersinn) Ugine, Queige, Césarches, Thénésol, Mercury und Val-de-Chaise mit Marlens.
Im Talverlauf beginnt das 14,79 km2 große Gemeindegebiet bei der Mündung der Chaise in den Arly und umfasst die Hänge auf beiden Flanken, wobei das Dorf in Form einer Streusiedlung vor allem die Westflanke einnimmt. Es hat seinen niedrigsten Punkt auf 372 m im Tal und steigt bis auf eine Höhe von 2062 m, den Gipfel des Berges Dent de Cons im Massiv der Bauges. Durch das Tal getrennt liegt am Fuß des Osthangs der Weiler Les Gaudins mit einer eigenen Kapelle. Die Gemeindefläche ist größtenteils von Wäldern bedeckt (52,6 %), Anteilsmäßig gefolgt von Wiesen mit 21,5 % und sonstigen landwirtschaftlichen Flächen mit 9,4 %. Gesteinsformationen unterhalb der Dent de Cons machen noch 6 % aus. Die Gemeinde liegt innerhalb des Regionalen Naturparks Massif des Bauges.

## Bevölkerungsentwicklung
Mit 1342 Einwohnern (Stand 1. Januar 2022) gehört Marthod zu den kleinen Gemeinden Savoyens.
| Jahr                       | 1800 | 1836 | 1866 | 1901 | 1921 | 1946 | 1962 | 1982 | 1990 | 1999 | 2006 | 2011 |
| Einwohner                  | 1000 | 1307 | 1035 | 815  | 844  | 817  | 866  | 1145 | 1293 | 1276 | 1353 | 1378 |
| Quellen: Cassini und INSEE |      |      |      |      |      |      |      |      |      |      |      |      |

Die Ortsbewohner von Marthod heißen auf Französisch Martholain(e)s.

## Geschichte
Der Ort wurde 1170 zum ersten Mal als de Marthodo urkundlich erwähnt, dieser Name leitet sich von einem germanischen Eigennamen ab. Aus dieser Zeit stammt auch der erste Kirchbau, von dem noch das Portal erhalten und als Denkmal (monument historique) eingeschrieben ist. Später im Mittelalter erschien der Ort als Petrus de Marthodo (1286), Prioratus de Martou (1317) und Supra Marthoudum (1358). In Marthod bestand im Mittelalter und Ancien Régime eine kleine Herrschaft mit wechselnden Besitzern, die unter der Oberhoheit der Grafen von Savoyen stand und damit die Geschichte Savoyens teilte. Die Siedlung wurde am Hang gebaut, um nicht der Gefahr häufiger Überschwemmungen des Talbodens durch den Gebirgsfluss Arly ausgesetzt zu sein.

## Kultur und Sehenswürdigkeiten
Neben der Pfarrkirche Saint-Jean-Baptiste mit ihrem mittelalterlichen Portal gibt es in Marthod noch ein Industriedenkmal: die Taillanderie Busillet, eine Werkzeugschmiede aus der Zeit von 1835. Hier wurden vornehmlich Geräte zur Forstbewirtschaftung und Pferdegeschirr hergestellt, ein Sägewerk war ebenfalls angeschlossen. Die Schmiede wurde bis zum Zweiten Weltkrieg mit Wasserkraft betrieben und stellte 1987 den Betrieb ganz ein. Seitdem ist sie im Originalzustand erhalten und für Besucher zugänglich.
Im Rahmen der Barrière de fer, also der Wiederbefestigung der französischen Grenzen nach dem Deutsch-Französischen Krieg, wurden in Marthod 1874 zwei Wehranlagen hoch über dem Arly-Tal errichtet, das Fort de la Batterie (Lage, 1444 m) und das Fort de l’Estal (Lage, 790 m). Sie werden heute nicht mehr militärisch genutzt, und das erstgenannte kann besichtigt werden.

## Wirtschaft und Infrastruktur
Marthod ist noch heute ein vorwiegend durch die Land- und Forstwirtschaft geprägtes Dorf. Als wesentliches Produkt der Landwirtschaft werden regionale Käsesorten produziert, namentlich Reblochon und Beaufort, deren geschützte Ursprungsbezeichnungen sich im Tal des Arly überschneiden. Daneben gibt es einige Betriebe des lokalen Kleingewerbes und ein mittleres Unternehmen im Baugewerbe. Der Großteil der Erwerbstätigen sind jedoch Wegpendler, die in den größeren Ortschaften der Umgebung ihrer Arbeit nachgehen.

### Verkehr
Im Talboden verlaufen die Schnellstraße D1212 zwischen Ugine und Albertville sowie eine Eisenbahnlinie, die die Metallindustrie in Ugine für den Gütertransport nutzt. Eine die Schnellstraße flankierende Nebenstraße, D129, ermöglicht an mehreren Stellen die Auffahrt zu den verschiedenen Ortsteilen am Hang. In rund 9 km Entfernung bietet die Stadt Albertville sowohl einen Autobahnanschluss an die A430 als auch einen SNCF-Bahnhof mit TGV-Verbindungen. Als Flughäfen in der Region kommen Genf (90 km), Chambéry-Savoie (70 km) sowie Lyon-St-Exupéry (150 km) in Frage.

### Bildung
In Marthod befindet sich eine staatliche Ecole primaire.